# 김희조 (음악가)
김희조(金熙祚, 1920년 11월 21일 ~ 2001년 9월 4일)는 대한민국의 음악가이자 군인이며 대학 교수이며 예비역 대한민국 육군 중령이다. 국민 체조의 음악을 작곡한 것으로도 알려져 있다.

## 생애

### 일생
본관은 김해(金海)이고 경성부 종로구역 내수정 출생이며 아호(雅號)는 춘봉(春峯, 春峰)이다. 그는 어렸을 때부터 타고난 음악적 재능이 뛰어났으며 클래식 음악과 한국 전통 음악의 접목과 영화 음악에도 공로가 지대한 음악가이다.
이에 아울러 그는 시인 김구용(金丘庸) 前 중앙대학교 초빙교수, 정치가 김종익(金鍾翊) 前 자유민주연합 고문, 정치가 박승하(朴勝夏) 前 국방부 차관 예하 행정정무보좌관, 무용평론가 조동화(趙東華) 前 건국대학교 교수 등과는 경성공업경영전문학교 동창이기도 하다.

### 음악 활동 기여 관련 전력
대한민국 군가 《우리는 대한국군》이라는 작품은 김희조가 작곡하고 시인 겸 국문학자 모기윤(毛麒允)이 가사를 작사한 곡이다.
새마을 운동에 관련된 노래 작품 중 《잘 살아 보세》는 극작가 겸 작사가 한운사가 작사를 하였으며 김희조가 작곡을 하여 가수 겸 피아니스트 전석환이 지휘자로 있던 새마을 합창단이 1972년에 음반으로 녹음해서 발표했다.
국악 창작곡도 작곡하였다.

### 소속
- 前 대한올림픽위원회 문화위원
- 前 대한체육회 전임고문

### 주요 경력
- 1939년 경성부 부민관에서 하모니카 연주자 첫 데뷔.
- 1940년 경성 조광은행 입행(경성 조광은행 잡역요원).
- 1940년 기타 연주자 데뷔.
- 1942년 바이올린 연주자 데뷔.
- 1943년 비올라 연주자 데뷔.
- 1944년 경성 조광은행 잡역요원 직위에서 퇴직.
- 1948년 육군 소위 임관.
- 1948년 육군 군악대장으로 지휘자 데뷔.
- 1949년 육군 중위 진급(1949년 7월).
- 1950년 육군 대위 진급(1950년 3월).
- 1952년 육군 소령 진급(1952년 3월).
- 1954년 육군 중령 진급(1954년 2월).
- 1957년 육군 중령 예편(1957년 3월).
- 1957년 영화 《산적의 딸》로 영화 음악감독 데뷔.
- 1957년 경희대학교 교수(1962년 퇴임).
- 1957년 한국독립당 문화예술행정특보위원(1957년 12월).
- 1958년 한국독립당 문화예술행정특보위원 직위 퇴임(1958년 2월).
- 1958년 서울시립교향악단 부지휘자(1959년 퇴임).
- 1958년 서울중앙방송관현악단 상임지휘자(1972년 퇴임).
- 1960년 거문고 연주자 데뷔.
- 1962년 가야금 연주자 데뷔.
- 1965년 대금 연주자 데뷔.
- 1968년 서울시립국악관현악단 상임지휘자(1974년 퇴임).
- 1970년 대한체육회 전국체전전수분과위원.
- 1971년 공연윤리위원회 심사위원.
- 1971년 예그린악단 운영위원.
- 1973년 한국영화협회 음악분과위원장.
- 1974년 국립가무단 단장(1978년 퇴임).
- 1975년 방송윤리위원회 위원.
- 1977년 서울시립가무단 상임지휘자(1979년 퇴임).
- 1981년 방송심의위원회 위원.
- 1982년 서울예술전문대학 국악학과 과장(1988년 퇴임).
- 1983년 국립중앙극장 예하 국립극단 종신단원.
- 1985년 공연윤리위원회 위원.
- 1988년 신민주공화당 문화체육행정특임위원(1988년 12월).
- 1989년 신민주공화당 문화예술행정특임위원 직위 퇴임(1989년 6월).
- 1990년 대한올림픽위원회 문화위원.
- 1991년 국립극장 국립극단 명예종신단원.
- 1993년 대한체육회 전임고문.
- 1995년 자유민주연합 문화체육행정특임고문(1995년 12월).
- 1996년 자유민주연합 문화체육행정특임고문 직위 퇴임(1996년 3월).
- 1999년 음악가 분야 전격 은퇴(1999년 1월 16일).

## 학력
- 1933년 경성 매동보통학교 졸업
- 1939년 경성 동성고등상업학교 졸업
- 1945년 경성공업경영전문학교 졸업
- 1948년 대한민국 육군사관학교 7기
- 1949년 대한민국 육군보병학교 졸업
- 1952년 대한민국 육군기갑학교 졸업
- 1949년 대한민국 육군공병학교 졸업
- 1954년 대한민국 육군정훈학교 졸업
- 1955년 대한민국 육군고급부관학교 졸업
- 1957년 대한민국 국방대학교 행정학사 2기
- 1961년 건국대학교 상학과 학사